# Laghouat
Laghouat è il capoluogo della Provincia di Laghouat, Algeria, 400 km a sud della capitale algerina Algeri. A partire dal 2005, la popolazione della città era di 126 291 abitanti. Nelle vicinanze, in Hassi R'Mel, si trova la più grande riserva gas naturale in Africa.
La città fu fondata nell'XI secolo. Nel 1852 l'esercito francese conquistò la città. Dal 1974 è stata la sede di una provincia con lo stesso nome.
La città di Laghwat nel Amour Range del Atlante Sahariano è un'oasi sul bordo nord del Sahara Deserto. È un centro importante  amministrativa e militare e mercato, ed è noto per tappeto e tessitura di arazzi. Ci sono gas naturale depositi nella regione. La città ha una stazione meteorologica.
La città è servita dall'aeroporto di Laghouat (IATA: LOO, ICAO: DAUL).

## Geografia fisica

### Territorio
Laghouat è un centro regionale nella depressione algerina, un'oasi a sud di Algeri e fiancheggiata da giardini. È costruito sulle rive del Wadi Mzee, che scorre verso est dall'Amour Range ed è uno dei numerosi flussi stagionali che si svuotano in Chott Melrhir.
Confina a nord con il comune di Sidi Makhlouf, a ovest con Tadjemout e Kheneg, ad est il comune di El Assafia, e a sud il comune di Mekhareg.

### Atlante sahariano
Atlante sahariano, Atlante francese Saharien, parte della catena di montagne dell'Atlante, che si estende attraverso l'Africa settentrionale dall'Algeria alla Tunisia. Le gamme principali da ovest a est sono Ksour,  Djbel Amour, Ouled-Naïl, Zab, Aurès e Tébessa (Tabassah). Il Monte Chélia (7.628 piedi [2.328 m]) è il punto più alto dell'Algeria settentrionale e Ash-Shaʿnabī (5.066 piedi [1.544 m]) è il picco più alto in Tunisia. Il minerale di ferro viene estratto vicino al monte Ouenza e vi sono numerosi depositi di fosfato vicino alla città di Tébessa, entrambi in Algeria.

### Clima
Laghouat ha un clima freddo del deserto (classificazione del clima di Köppen  BWk ). Le precipitazioni sono più elevate in inverno che in estate. La temperatura media annuale di Laghouat è 17,4 °C. Circa 176 mm delle precipitazioni cade ogni anno.

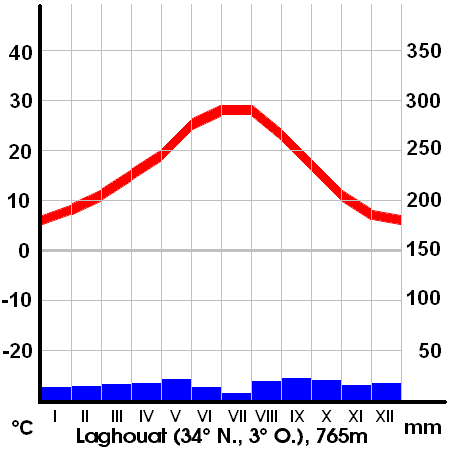
Clima di Laghouat

La pioggia cade in questa regione in modo irregolare, con un tasso medio annuo (180 mm) all'anno, con gravi siccità che si verificano in alcuni anni.
Inoltre, alcune dune di sabbia soffiano di tanto in tanto in città negli anni della siccità, il che ha portato alla formazione di alcune dune di sabbia al di fuori dal lato settentrionale. I cumuli sono stati rimossi negli ultimi anni e al loro posto sono state istituite strutture amministrative e amministrative, ma sembrano riprendere forma.
La città fa affidamento principalmente per le sue necessità di acqua potabile sicura sulle acque sotterranee disponibili nella regione in abbondanza, in particolare con la presenza della più grande diga sotterranea in Africa nella vicina regione di Tadjemout, che è un'eredità coloniale.
Nonostante il passaggio del corso d'acqua ("M'zi Valley") nella città, le sue acque sono totalmente inesplorate, in quanto rappresentano un vero pericolo ogni inverno per gli agricoltori della vicina città di Tazaza a causa delle inondazioni ogni volta che piove, perché non ci sono dighe nel suo corso.

## Turismo
La provincia ha cercato di sviluppare il turismo con nuovi hotel a 4 stelle, sebbene gli hotel esistenti a Laghouat non superino le 3 stelle.
La regione è nota per la sua varietà di paesaggi - valli montuose, altipiani, pianure, dune di sabbia e steppe - all'interno di una piccola area. Alcuni la chiamano la città delle quattro stagioni, per la diversità del terreno.
I punti di riferimento della città includono l'antica moschea, la fortezza di Sidi El Hajj Issa, il suo santuario, il centro storico, i palmeti e la cattedrale coloniale francese.
Il forte militare coloniale francese Tizgraren Tower (chiamato anche Torre Buskaran) è stato aperto come attrazione turistica nel 2011. Si trova nel punto più alto della città e risale al 1857. Ha quattro ali, catacombe e una grande piazza contenente il tomba del generale Buskaran, assassinato all'interno del forte. Negli ultimi anni della colonizzazione, la torre è stata trasformata da caserma in ospedale militare specializzato nella cura delle malattie respiratorie e delle allergie. Dopo l'indipendenza dell'Algeria, è stato utilizzato da vari dipartimenti di sicurezza.